# Echinomuricea borealis
Echinomuricea borealis är en korallart som först beskrevs av Johnson 1862.  Echinomuricea borealis ingår i släktet Echinomuricea och familjen Plexauridae. Inga underarter finns listade i Catalogue of Life.